# Panskaja (przystanek kolejowy)
Panskaja (ros. Панская) – przystanek kolejowy w pobliżu miejscowości Panskoje-2, w rejonie poczinkowskim, w obwodzie smoleńskim, w Rosji. Położony jest na linii Briańsk – Smoleńsk.